# Cirrus Aircraft
Cirrus Aircraft Corporation (sprva Cirrus Design) je ameriški proizvajalec športnih letal. Podjetje sta ustanovila brata Alan in Dale Klapmeier leta 1984. Sedež podjetja je v Duluthu v ameriški zvezni državi Minnesota. Cirrus je v svoji zgodovini zgradil več kot 6000 letal.Podjetje je trenutno v lasti kitajskega CAIGA (China Aviation Industry General Aircraft), ki je sam v lasti Kitajske vlade.
Športna letala SRV, SR20 in SR22 imajo serijsko vgrajeno balistično reševalno padalo (CAPS), ki je v pretklosti pomagalo rešiti 105 življenj.
Ciruss je dizajniral tudi zelo lahki reaktivec Cirrus Vision SF50, ki pa zaenkrat ni vstopil v serijsko proizvodnjo.

## Letala Cirrus
- Cirrus SR20
- Cirrus SR22
- Cirrus SRS
- Cirrus ST50
- Cirrus VK-30
- Cirrus Vision SF50 - zelo lahek reaktivec

## Galerija
- Cirrus VK-30
- Cirrus SR22
- Cirrus Vision SF50
- Kokpit od SR22
- Cirussova letala imajo serijsko vgrajeno reševalno padalo (CAPS)